# Phaca obcordata
Phaca obcordata là một loài thực vật có hoa trong họ Đậu. Loài này được (Elliott) Rydb. ex Small miêu tả khoa học đầu tiên năm 1933.